# Dorintosh (Saskatchewan)
Dorintosh je vesnice v kanadské provincii Saskatchewan. Nachází se poblíž jezer Waterthen Lake a Greig Lake. Asi 5 km na sever od ní je východní vstup do provinčního parku Meadow Lake Provincial Park o rozloze asi 1600 km². Nejbližším městem je Meadow Lake na jih od Dorintoshe.

## Demografie
Podle kanadského sčítání obyvatel z roku 2006 mělo Goodsoil 127 obyvatel (to značí 1,6% nárůst ze 125 osob v roce 2001, předtím se snížil od roku 1996 do roku 2001 o 6 %). Ti obývali 70 domácností (počet vzrostl ze 63 domácností v roce 2001). Střední věk obyvatelstva činil 43,5 roku (u mužů 45,2 a u žen rovných 43 let). V roce 2001 byl střední věk vyšší - 45,3 roku (u mužů 46,8 a u žen 44,5 roku).